# 新浦站 (仁川廣域市)
新浦站（：／ Sinpo yeok */?）是水仁·盆唐線沿線的一座地下車站，位於韓國仁川廣域市中區港洞7街。

## 車站結構
站體為2面2線側式月台的地下車站，候車月台設有月台幕門，並有6處出口。

### 月台配置
| ↑ 崇義 |
| \| １  |
| 仁川 ↓ |

| 月台 | 路線                   | 目的地                                                         |
| ---- | ---------------------- | -------------------------------------------------------------- |
| 1    | ●首都圈電鐵水仁·盆唐線 | 仁川方向                                                       |
| 2    | ●首都圈電鐵水仁·盆唐線 | 仁荷大學、松島、源仁齋、烏耳島、水原、竹田、往十里、清涼里方向 |

## 歷史
- 2016年2月27日：落成啟用。
- 2020年9月12日：首都圈電鐵水仁·盆唐線開通，車站編號由 K263 改為 K271。

## 車站周邊
- 仁川地方海洋水產廳
- 中區廳
- 仁川中部警察署
- 仁川中部消防署
- 仁川港灣公社（朝鲜语：인천항만공사）
- 仁川中洞郵局
- 新浦國際市場
- KT港洞營業所
- E-mart東仁川店
- 沓洞主教座堂
- 仁川港客運站
- 仁川女子商業高校
- 仁川新興初等學校
- 東仁川站

## 相鄰車站
韓國鐵道公社
●首都圈電鐵水仁·盆唐線
崇義（K270）－新浦（K271）－仁川（K272）